# Pavol Čády
Pavol Čády (9. srpna 1911 Nitra – 5. prosince 1978 Bratislava) byl slovenský hudební skladatel, textař, pedagog a libretista. Patřil mezi nejvýznamnější slovenské skladatele taneční hudby v letech 1940–1950.

## Život
Po maturitě na gymnáziu v Nitře navštěvoval učitelský ústav. Hudební základy získal během studia na gymnáziu od vojenského kapelníka Stanislava Koubka. Dále se vzdělával soukromě. Učil na školách v Preseľanech, v Pliešovcích a v Bratislavě. Komponoval taneční a populární písně.
V roce 1945 delegace SAS – Slovenský autorský svaz (od roku 1968  SOZA -Slovenský ochranný zväz autorský) v zoskupení Ján Cikker, Gejza Dusík, Iľja Jozef Marko a Pavol Čády podepsali s OSA (Ochranný svaz autorský) - s českým svazem - spolupráci mezi oběma autorskými svazy.

## Tvorba

### Písně
- Až v chotári nevädze rozkvitnú - - (Gejza Dusík / Pavol Čády)

- Biele margaréty - František Krištof Veselý - (Pavol Čády / Pavol Čády) - tango[3]

- Celý svet sa mračí - František Krištof Veselý - (Pavol Čády / Pavol Čády)

- Čuj našu slovenskú pieseň - Gréta Švercelová - (Gejza Dusík / Pavol Čády)

- Dievčatko až - František Krištof Veselý, Viera Racková - (Pavol Čády / Pavol Čády) - polka

- Husičky moje - (Pavol Čády / Pavol Čády) - polka

- Ja budem len pešiak - František Krištof Veselý - (Gejza Dusík / Pavol Čády)

- Káťa - - (Pavol Čády / Pavol Čády) - slowfox
- Krásna seňorita - František Krištof Veselý - (Pavol Čády / Pavol Čády)
- Krásna zem, vábna zem - - (Gejza Dusík / Pavol Čády)
- Každá kasáreň je jak lekáreň - František Krištof Veselý - (Gejza Dusík / Pavol Čády)
- Kto si verný Slovák - - (Pavol Čády / Pavol Čády)

- Len bez ženy - František Krištof Veselý, Zdeněk Sychra - (Gejza Dusík / Pavol Čády) - fox
- Leťte koníčky - - (Pavol Čády / Pavol Čády) - polka

- Mamky, slovenské mamičky - - (Karol Vait / Pavol Čády) - pomalý valčík
- Maria Mariana... - - - (Pavol Čády / Pavol Čády) - tango

- Najkrajšia hviezdička - František Krištof Veselý, Bea Littmannová - (Gejza Dusík / Pavol Čády)

- Odišiel kamarát - - (Pavol Čády / Pavol Čády)

- Padá rosička - František Krištof Veselý - (Pavol Čády / Pavol Čády)
- Písala mi moja milá z Ružomberku list - František Krištof Veselý - (Pavol Čády / Pavol Čády)

- Snívaj mi v náručí - Viera Racková - (Pavol Čády / Pavol Čády) - pomalý valčík
- Svitá - František Krištof Veselý - (Borovan / Pavol Čády)

- Už nikdy viac - František Krištof Veselý - (Július Móži / Pavol Čády)

### Diskografie, kompilace
- 1987 Valčíky Gejzu Dusíka
- 1989 Tangá Gejzu Dusíka
- 1992 Snívaj mi v náručí - RB, Radio Bratislava - vydavatelství Slovenského rozhlasu
- 2007 Najkrajšie piesne Gejzu Dusíka - Opus